# Atarba mathewsi
Atarba mathewsi är en tvåvingeart som först beskrevs av Alexander 1931.  Atarba mathewsi ingår i släktet Atarba och familjen småharkrankar. Inga underarter finns listade i Catalogue of Life.